# Fauna Suecica

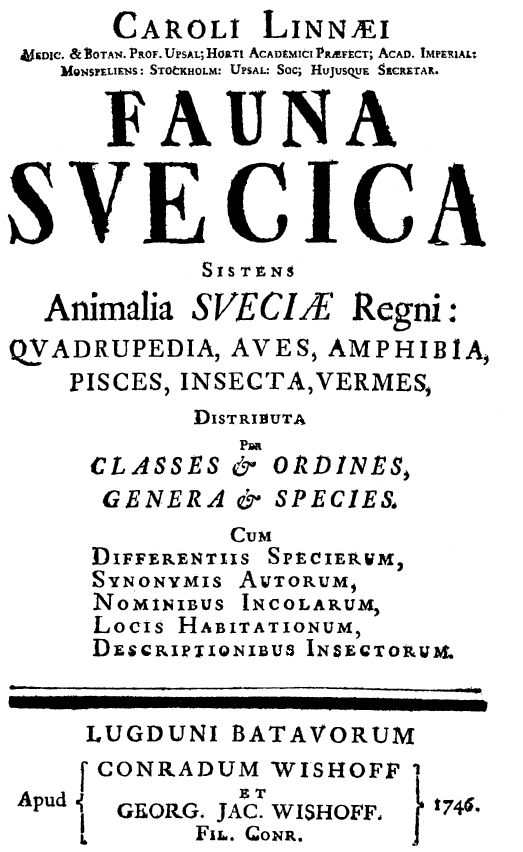
Titelblatt der 1. Auflage von Fauna Suecica

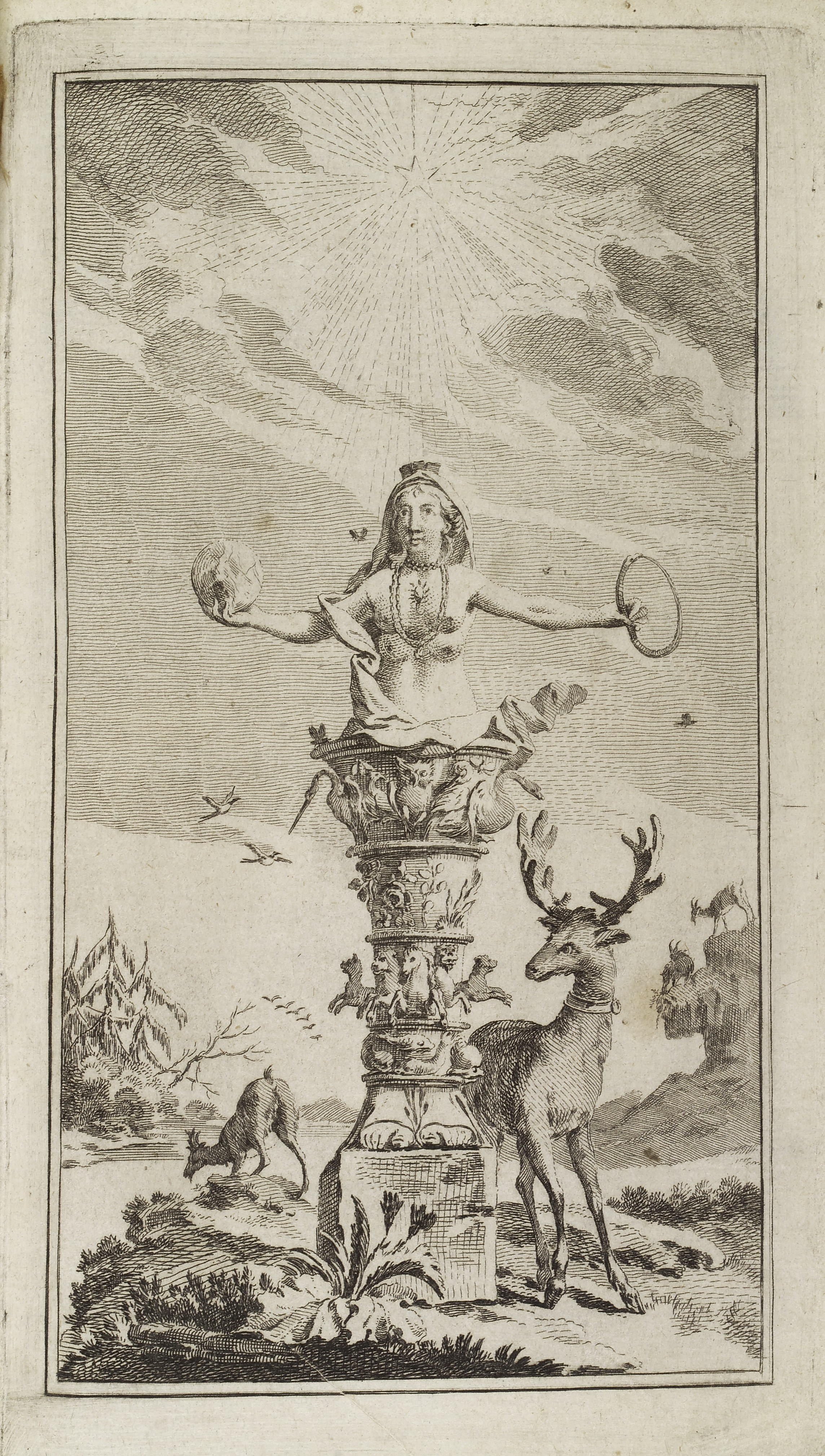
Das Frontispiz von Fauna Suecica zeigt die Göttin Artemis

Fauna Suecica ist der Titel eines Werkes von Carl von Linné, in dem er die Fauna seines Heimatlandes Schweden katalogisierte.

## Werk
Die erste Auflage erschien 1746 unter dem vollständigen Titel Fauna Suecica sistens Animalia Sveciae Regni: Quadrupedia, Aves, Amphibia, Pisces, Insecta, Vermes, distributa per Classes & Ordines, Genera & Species. Cum differentiis Specierum, synonymis Autorum, nominibus Incolarum, locis Habitationum, descriptionibus Insectorum beim Stockholmer Verleger Lars Salvius (1706–1773).
Es ist Carl Hårleman, Nils Palmstierna (1696–1766), Claes Ekeblad (1708–1771) und Anders Johan von Höpken gewidmet. Die Ratio operis der ersten Auflage ist auf den 25. Februar 1746 datiert. Die Widmung der zweiten Auflage ist auf den 28. Juli 1761 datiert.
Die erste Auflage enthielt 1350 Arten, bei der zweiten waren es 2266.
Rezensionen erschienen in der schwedischen Zeitschrift Lärda tidningar (1746) sowie in den deutschen Zeitschriften Neue Zeitungen von gelehrten Sachen (1747) und Nova Acta Eruditorum (1749).

## Vorgeschichte
Bereits 1736 hatte Linné in der Zeitschrift Acta literaria et scientiarum Sueciae unter dem Titel Animalia per Sveciam observata eine vorläufige Liste von in Schweden lebenden Tieren veröffentlicht.

## Inhalt

### Gliederung
- Praefatio
- Ratio operis
- Auctores
- Termini artis
- Classis I. Quadrupedia
- Classis II. Aves
- Classis III. Amphibia
- Classis IV. Pisces
- Classis IV. Insecta
- Classis VI. Vermes
- Appendix
- Addenda
- Tabula I
- Emendanda
- Tabula II
- Index nominum Latinorum
- Index nominum Suecorum

Die Beschreibung der beiden Tafeln Tabula I und Tabula II gibt es nur in der ersten Auflage. Die zweite Auflage enthält nach den Termini artis unter dem Titel Faunula Suecica eine Liste der im Werk enthaltenen Gattungen und Arten. Außerdem ist vor den Addenda in Ergänzung der zweiten Auflage der Flora Suecica von 1755 unter dem Titel Florae Suecicae novitiae ein Liste neuer schwedischer Pflanzen eingefügt.

### Tafeln

1. Auflage
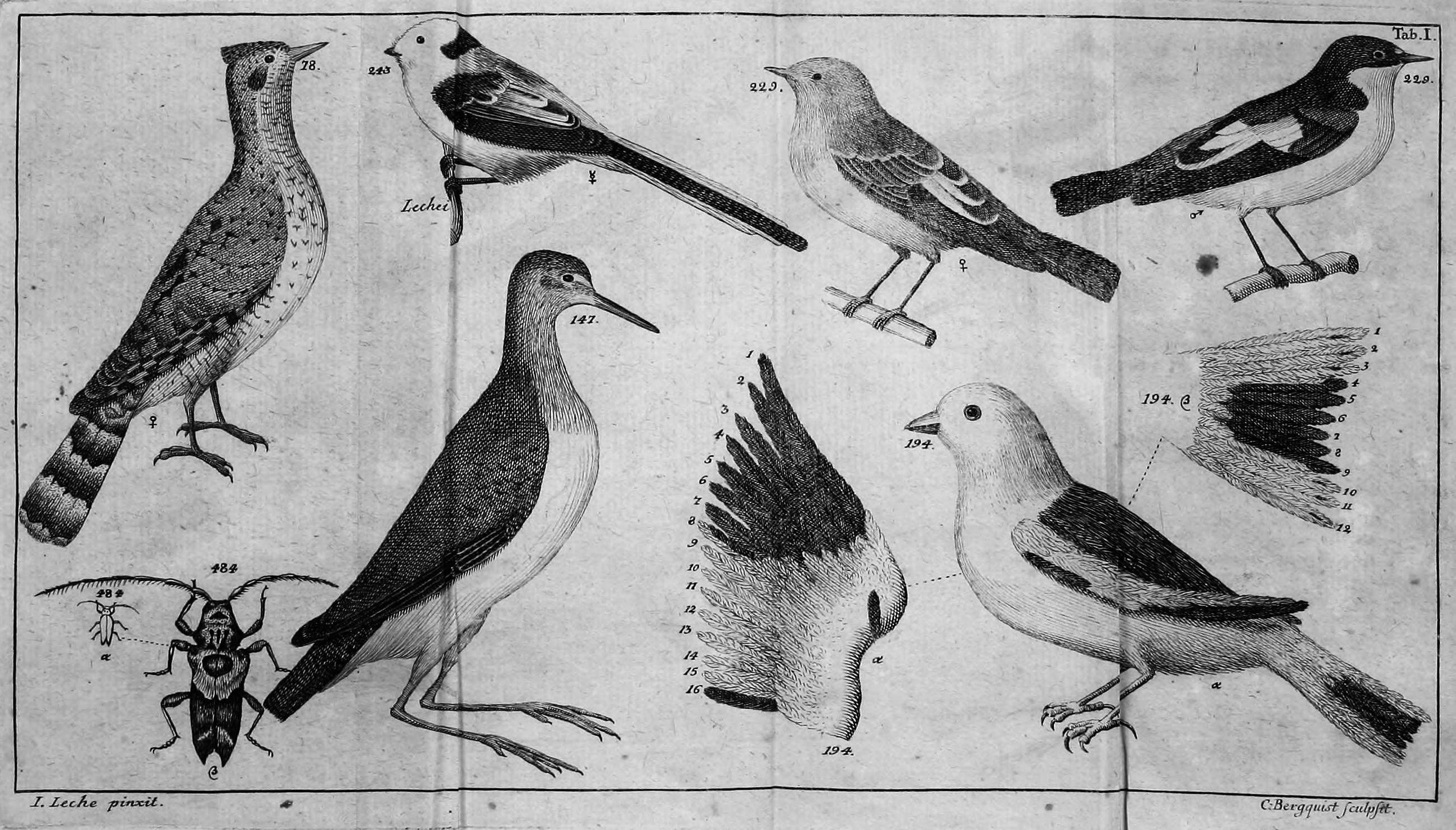
Tafel I
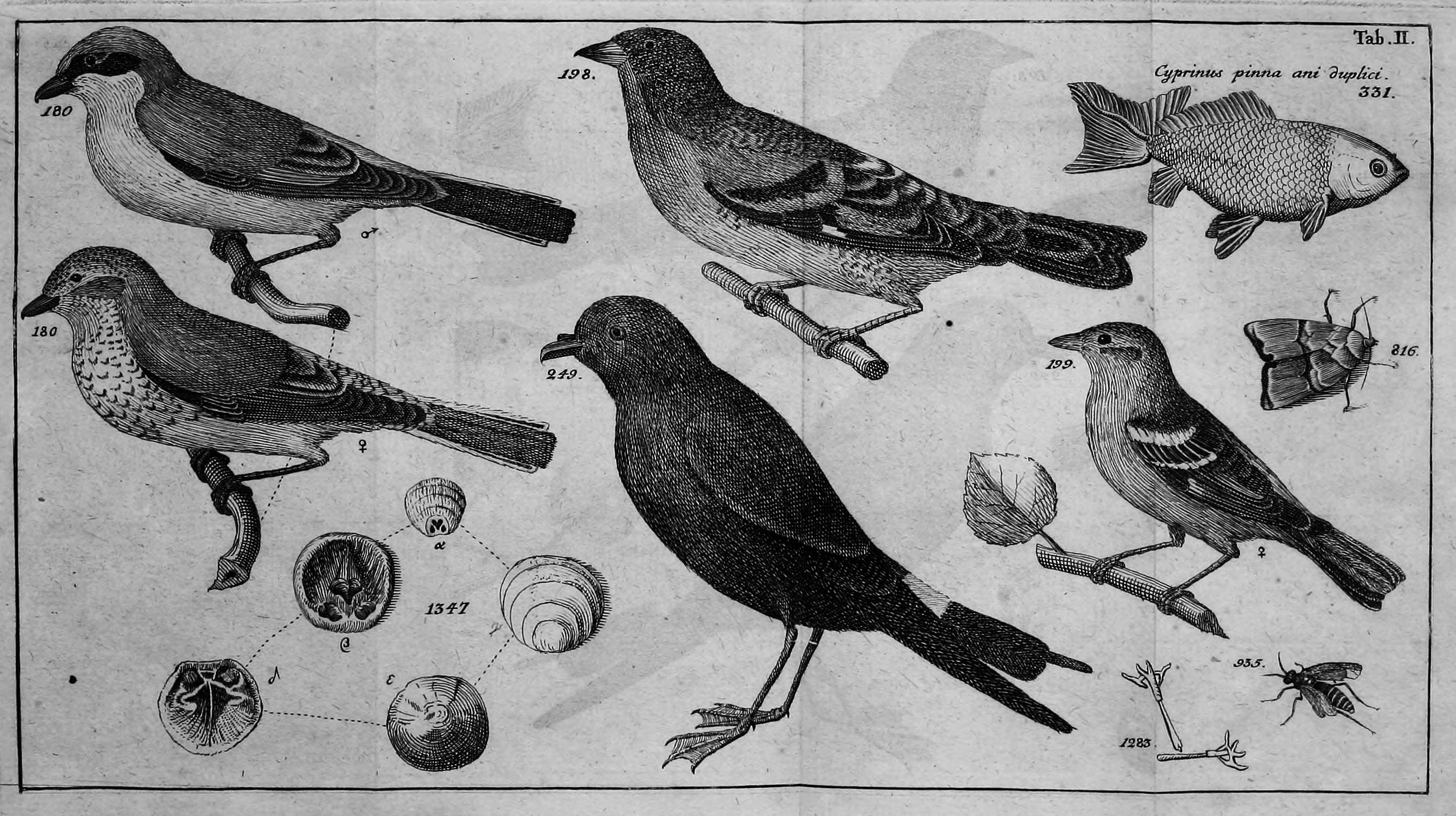
Tafel II
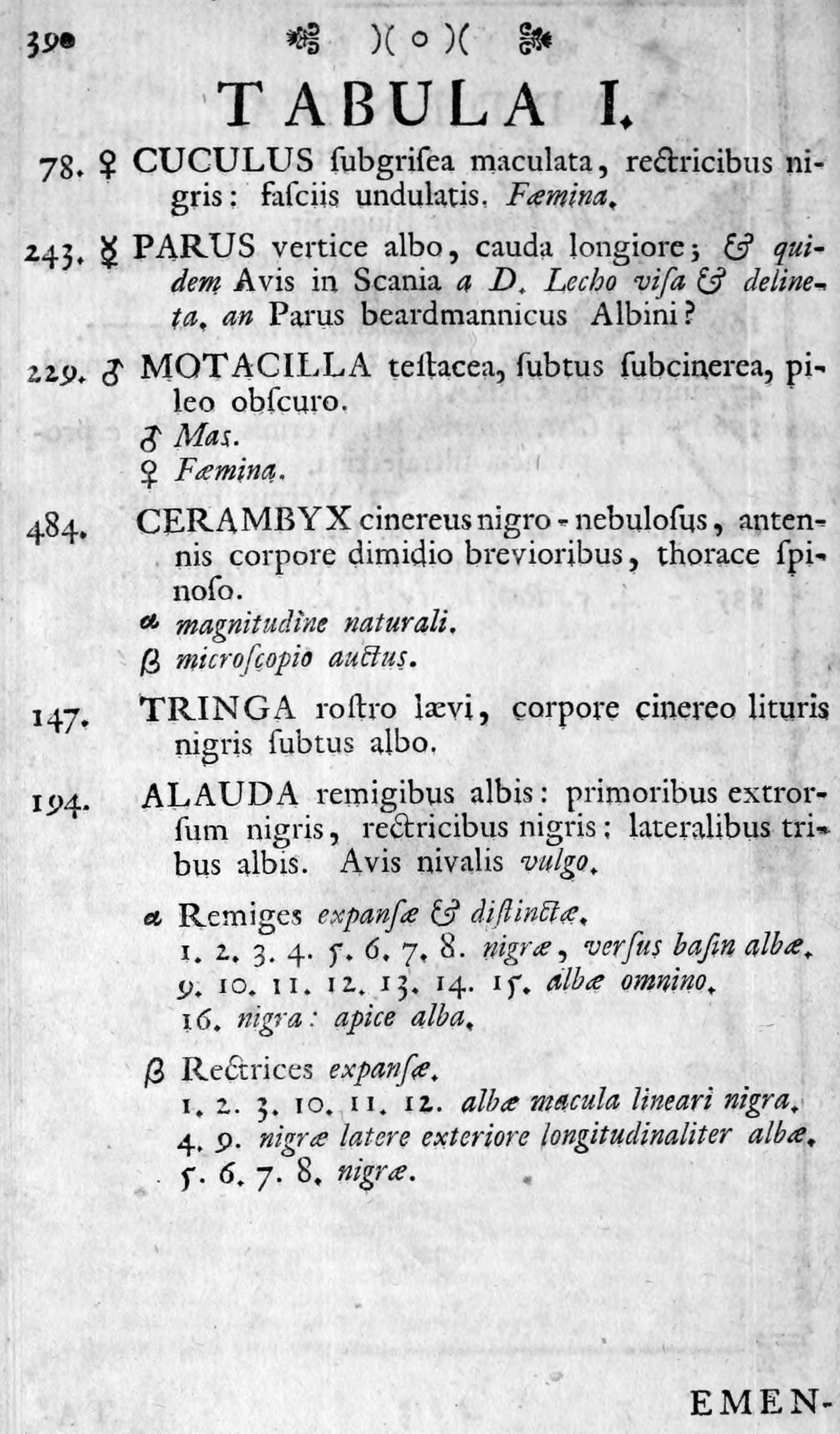
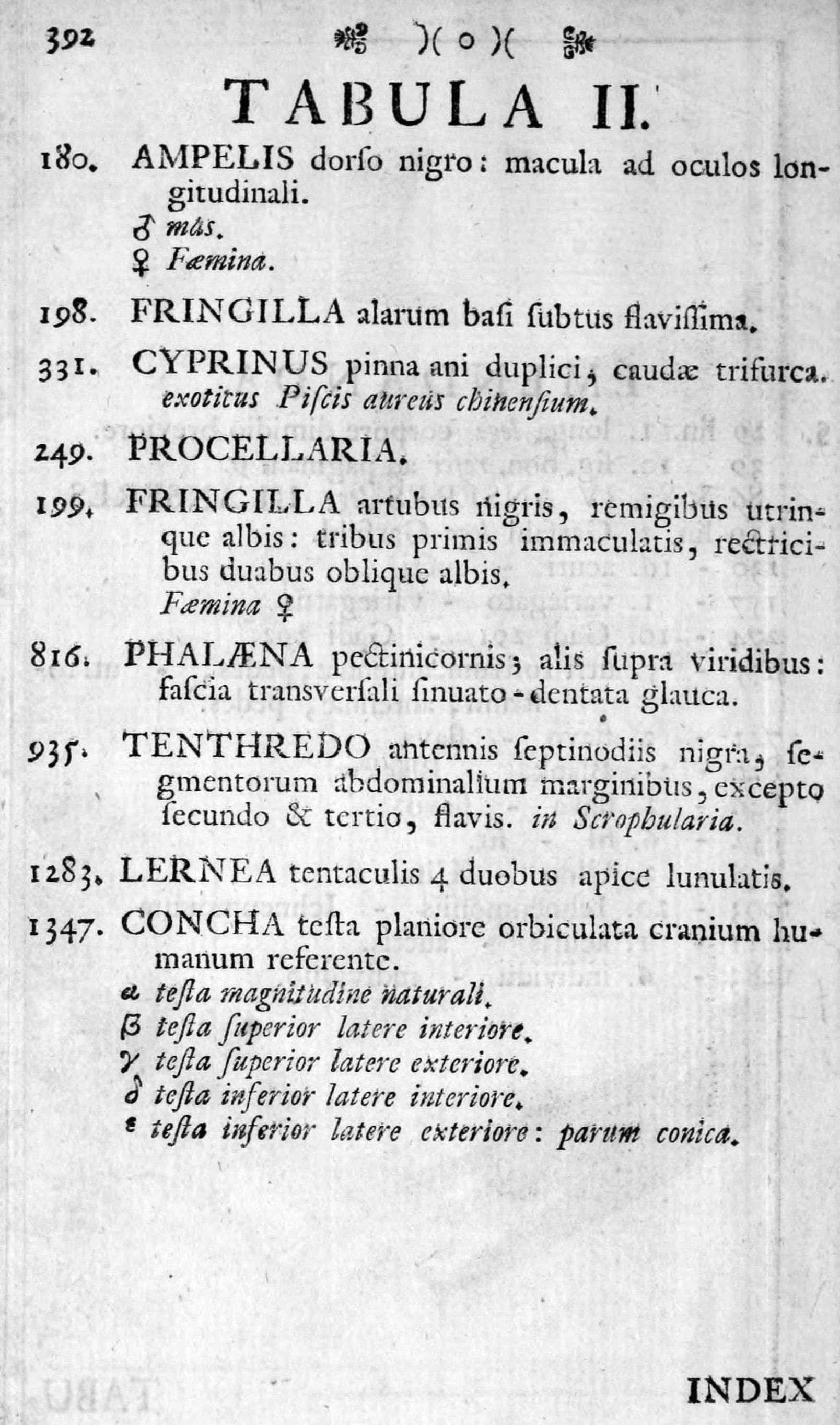

2. Auflage
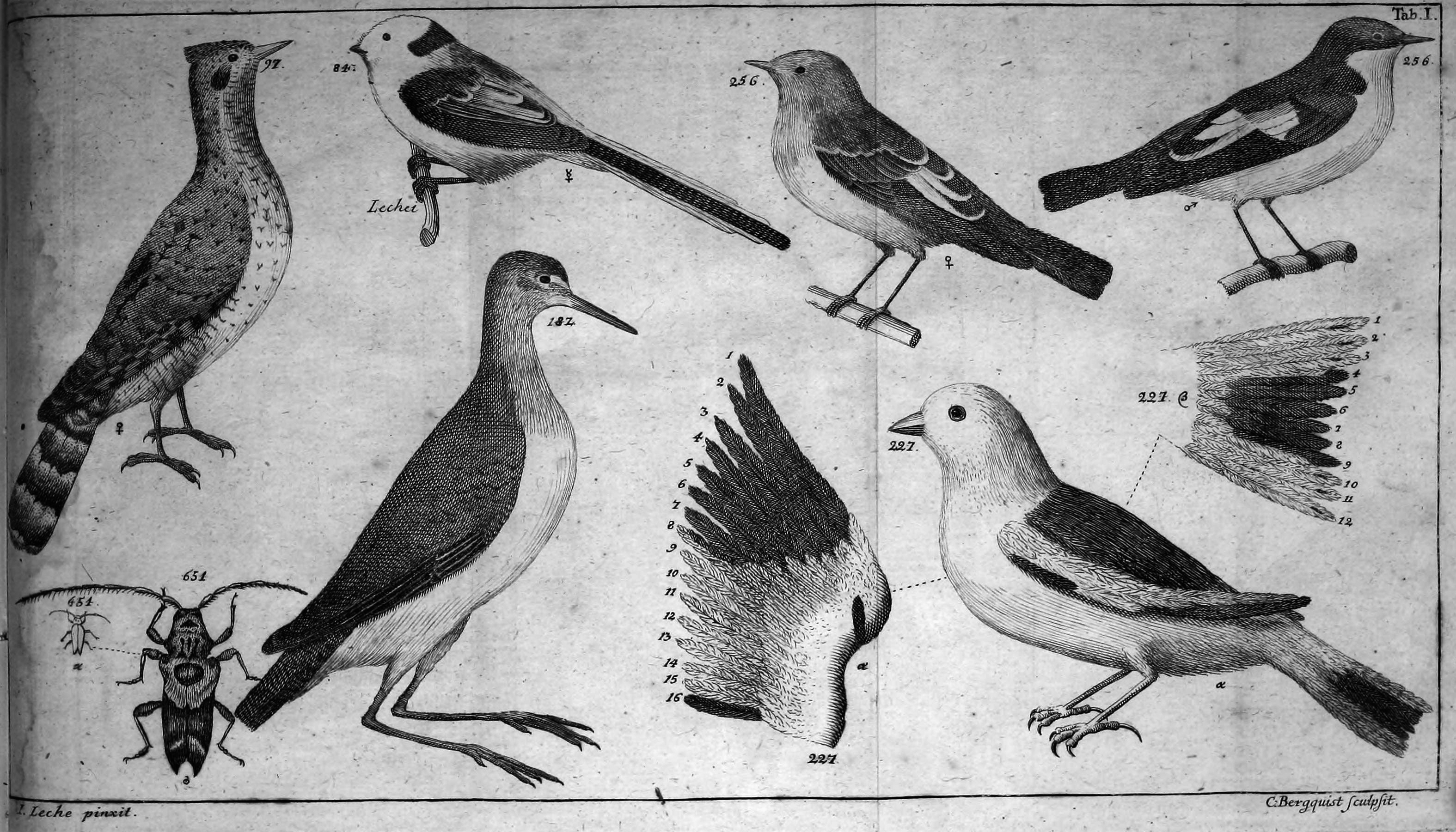
Tafel I
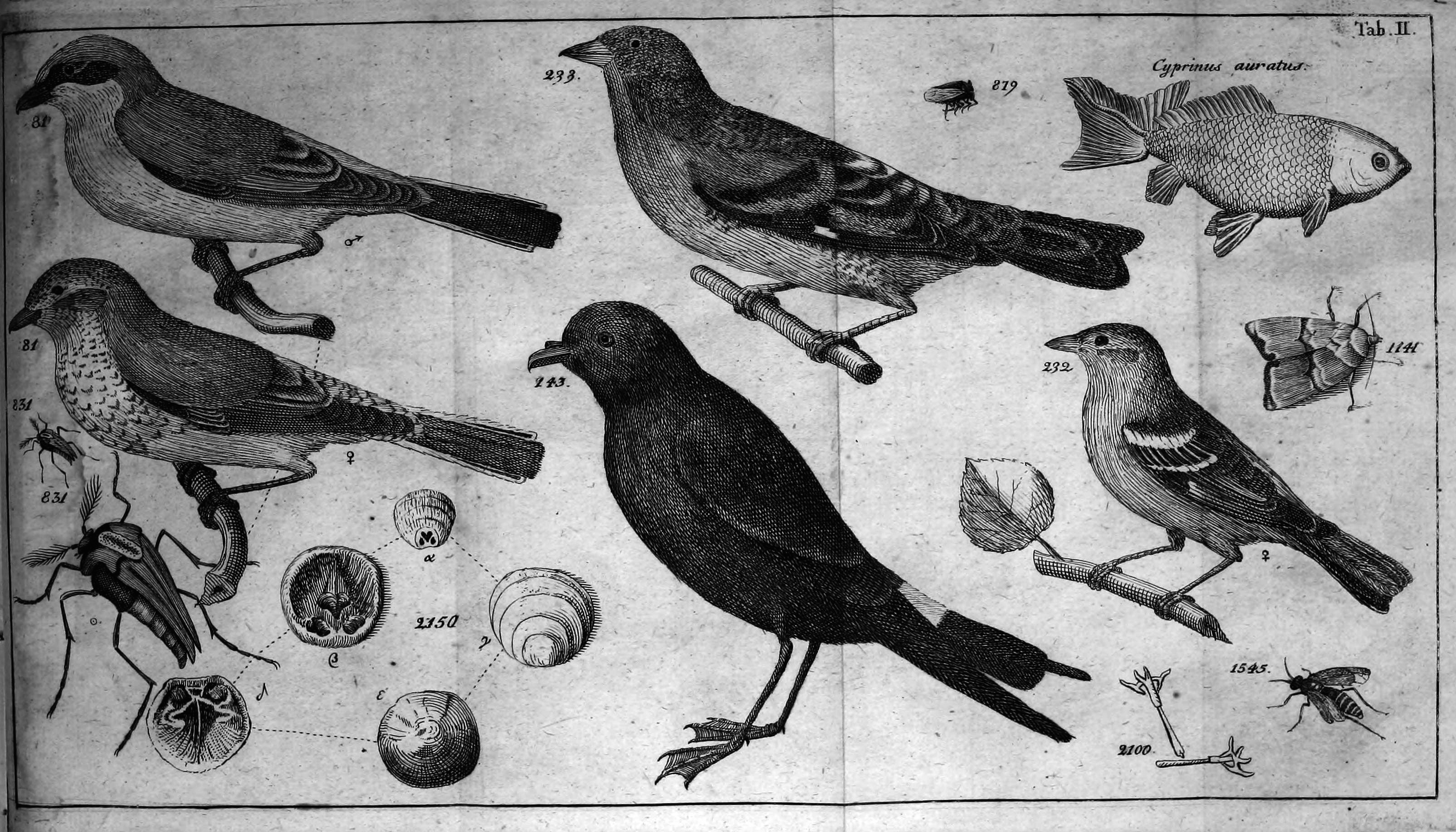
Tafel II

| Nr. in Fauna Suecica (1746) | Nr. in Fauna Suecica (1761)                  | Name lt. Systema Naturae (1758) | Name heute                                    |
| --------------------------- | -------------------------------------------- | ------------------------------- | --------------------------------------------- |
| Tafel 1                     |                                              |                                 |                                               |
| 78                          | 97 als Jynx torquilla weibl.                 | Jynx torquilla                  | Wendehals (Jynx torquilla)                    |
| 243                         | 84 als Lanius biarmicus weibl.               | Parus biarmicus                 | Bartmeise (Panurus biarmicus)                 |
| 229                         | 256 als Motacilla atricapilla männl., weibl. | Motacilla atricapilla           | Mönchsgrasmücke (Sylvia atricapilla)          |
| 484                         | 651 als Cerambyx hispidus alpha, beta        | Cerambyx hispidus               | Dorniger Wimperbock (Pogonocherus hispidus)   |
| 147? 159!                   | 187 als Charadrius hiaticula                 | Charadrius hiaticula            | Sandregenpfeifer (Charadrius hiaticula)       |
| 194                         | 227 als Emberiza nivalis alpha, beta         | Emberiza nivalis                | Schneeammer (Plectrophenax nivalis)           |
| Tafel 2                     |                                              |                                 |                                               |
| 180                         | 81 als Lanius collurio männl., weibl.        | Lanius collurio                 | Neuntöter (Lanius collurio)                   |
| 198                         | 233 als Fringilla montifringilla             | Fringilla montifringilla        | Bergfink (Fringilla montifringilla)           |
| [643]                       | 879 als Cicada flava                         | Cicada flava                    | ?                                             |
| 331                         | "Cyprinus auratus"                           | Cyprinus auratus                | Goldfisch (Carassius auratus)                 |
| -                           | 831 als Mordella paradoxa                    | -                               | Metoecus paradoxus                            |
| 249                         | 143 als Procellaria pelagica                 | Procellaria pelagica            | Sturmwellenläufer (Hydrobates pelagicus)      |
| 199                         | 232 als Fringilla coelebs                    | Fringilla coelebs               | Buchfink (Fringilla coelebs)                  |
| 816                         | 1141 als Bombyx celsia                       | Phalaena celsia                 | Malachiteule (Staurophora celsia)             |
| 1347                        | 2150 als Anomia craniolaris                  | Anomia craniolaris              | † Crania craniolaris?                         |
| 1283                        | 2100 als Lernaea cyprinacea                  | Lernaea cyprinacea              | Lernaea cyprinacea                            |
| 935                         | 1545 als Tenthredo scrophulariae             | Tenthredo scrophulariae         | Braunwurzblattwespe (Tenthredo scrophulariae) |

### Auflagen
- 1. Auflage, Lars Salvius, Stockholm 1746, 8°, 411 Seiten, 2 Tafeln.
- 1. Auflage, Conrad et Georg Jacob Wishoff, Leiden 1746, 8°, 411 Seiten, 2 Tafeln – „Piratenauflage“.
- 2. Auflage, Lars Salvius, Stockholm 1761, 8°, 559 Seiten, 2 Tafeln.